# Edmond de Fels
Pour les articles homonymes, voir Frisch.
Edmond Gustave Frisch, comte de Fels, prince de Heffingen (Marseille, 30 juillet 1858 - Paris, 29 mars 1951), est un diplomate, écrivain et historien français.

## Biographie
Edmond Gustave Frisch est né à Marseille le 30 juillet 1858.
Sa mère, Anna Fölsch von Fels (1826-1893) est née et morte à Marseille. Les Fölsch von Fels, originaires de Hambourg, en Allemagne, ont produit une longue dynastie de Consuls de Suède à Marseille, un poste occupé sans interruption par la famille pendant 150 ans dans la ville, de 1731 à 1881.
Son père, Jules Théodore Frisch (1818-1895) est né à Copenhague et mort à Marseille. Il est courtier maritime et Consul du Danemark à Marseille de 1849 à 1858.
Edmond Frisch est diplomate en poste à Tunis et à Madrid.
Il épouse le 3 décembre 1888 à Paris Jeanne Lebaudy (1865-1943), héritière fortunée de la dynastie sucrière des Lebaudy dont la mère est la philanthrope Amicie Lebaudy et les frères Jacques, Robert et Max Lebaudy.
De leur union naissent quatre enfants :
- Hubert (1891-1916), aviateur titulaire de plusieurs victoires aériennes, abattu en 1916 ; son monument funéraire par le sculpteur Marcel Landowski orne la chapelle du château familial de Voisins à Saint-Hilarion ;
- André (1890-1980) ;
- Anne-Marie (1893-1922), épouse du marquis Geoffroy de Boisgelin ;
- Edmée (Paris, 28 avril 1895 - Paris, 20 septembre 1991), épouse du duc de La Rochefoucauld, femme de lettres et poétesse.

En 1892, le couple acquiert le château de Voisins à Saint-Hilarion (Yvelines), remanié par Ange-Jacques Gabriel. 
En 1893, par bref pontifical et grâce à l'appui d'Édouard Lefebvre, ambassadeur de France près le Saint-Siège, et lui-même créé comte romain de Béhaine en 1870 par le pape Pie IX, Edmond Frisch est créé comte romain héréditaire de Fels, en référence au nom d'origine allemande de sa mère, Anna Fölsch von Fels. 
Le couple, bénéficiant de la fortune immense de Jeanne, acquiert en 1893 l'hôtel de Rigny situé au 135, rue du Faubourg-Saint-Honoré à Paris, un vaste hôtel particulier construit à la fin des années 1860 par la Comtesse de Rigny, veuve de l'amiral. 
Ils y réalisent d’importants travaux entre 1895 et 1905 qui modifient entièrement les espaces intérieurs, la façade sur cour et la disposition du jardin, mais qui apportent aussi les commodités de la modernité : salle de bain, électricité, chauffage central. 
L'hôtel Lebaudy-Fels est caractérisé par ses décors de boiseries anciennes réinstallées et de boiseries nouvelles reprenant des codes des styles Régence, Louis XV et XVI. 
Le Grand Salon intègre un ensemble de panneaux sculptés en 1720 qui ornaient le cabinet de travail de l'ancien trésorier des troupes de la Maison du Roi, Jacques-André Dupille (1660-1740) dans son hôtel particulier du 76 rue de Turenne dans le troisième arrondissement. Acquis dans les années 1890 par les Lebaudy-Fels, leur aspect remarquable leur vaut d'être cités par Alfred de Campeaux dans son ouvrage L'Art décoratif dans le Vieux Paris publié en 1898.
La grande salle à manger associe des éléments originaux ou inspirés du salon de compagnie de l’ancienne résidence de campagne de Nicolas Beaujon (1718-86) aménagée par Étienne-Louis Boullée et ornée par le sculpteur-ornementiste Gilles-Paul Cauvet.
Dans cette demeure qu'ils habiteront jusqu'à la fin de leurs vies, les Lebaudy-Fels rassemblent d’importantes collections de peintures, d'objets d'art et de meubles contemporains du règne de Louis XV.
Quelques années avant son décès en 1951, à l’âge de 93 ans, Edmond de Fels contacte les représentants en France du Canada à la recherche d'un hôtel particulier à Paris pour y installer la Résidence officielle des ambassadeurs et ambassadrices.
Le 21 mai 1951, le gouvernement canadien fait l’acquisition du 135, rue du Faubourg Saint-Honoré. Une partie de la décoration originelle des Lebaudy-Fels est conservée.
En 1894, Edmond de Fels relance la Revue de Paris, dont la collection complète figure parmi les 3 000 volumes de la  bibliothèque du château de Voisins. On y trouve également son portrait au pastel et ceux des membres de sa famille par le peintre autrichien Edmond von Possinger (1905).
Entre 1903 et 1906, le château de Voisins acquis en 1892 est rasé et reconstruit en château de style XVIIIe par René Sergent. Les jardins redessinées par Achille Duchêne ne sont achevés qu'en 1925. Le château comporte un golf privé et une chasse qui leur permet de recevoir notamment le roi d'Espagne Alphonse XIII, le duc de Montpensier ou la duchesse d'Uzès. À Voisins, le président Albert Lebrun vient assister à la pêche des étangs tandis que les déjeuners rassemblent des hôtes illustres comme les maréchaux Foch et Joffre, le général Weygand ou l'empereur Bao Dai. 
Le 27 avril 1905, le château de Fels (La Rochette) est cédé à Edmond par le Grand Duc Adolphe de Luxembourg, en reconnnaissance de l'engagement de celui-ci en faveur de l'indépendance du Luxembourg. Le roi d'Espagne lui confère les titres de comte de Fels et prince de Heffingen concédés au 16e siècle.
Le 27 juin 1912, le comte de Fels fonde avec l'architecte-paysagiste Jean Claude Nicolas Forestier, « conservateur des promenades de Paris », restaurateur de Bagatelle, la Société des Amateurs de Jardins, axée sur la renaissance du goût pour le jardin architecturé, dit « à La Française », école de pensée dont celui de Voisins devient le manifeste.
Le titre de prince de Heffingen, d'origine espagnole, est authentifié le 24 novembre 1928 par le royaume constitutionnel d'Espagne. Un jugement du 28 mars 1930 du tribunal civil de Marseille lui reconnaît en France la propriété des titres de Comte de Fels et de Prince de Heffingen.
En 1935, il fait une importante donation à l'Institut catholique de Paris, qui permet d'aménager la bibliothèque qui porte son nom.
Érudit, il est l'auteur de nombreux ouvrages dont un livre de référence sur son architecte de prédilection, Ange-Jacques Gabriel, publié en 1912.

## Armes
| Image | Armoiries |
| ----- | --- |
|       | Edmond Frisch († 1951), comte de Fels par bref pontifical de 1887, prince de Heffingen. D'argent à la croix ancrée de gueules |

## Publications
- L'Entente et le problème autrichien, Paris, Grasset, 1918.
- Au seuil de la paix, Paris, 1919.
- Ange-Jacques Gabriel, premier architecte du Roi, Paris, Henri Laurens, 1924.
- La Révolution en marche, Paris, Fayard, 1925.
- Optimisme maçonnique, Paris, Calmann-Lévy, 1936.
- Tous les ouvriers doivent être propriétaires, Paris, Flammarion, 1936.